# Mossbrogölen (Simonstorps socken, Östergötland, 651687-152685)
Mossbrogölen är en sjö i Norrköpings kommun i Östergötland och ingår i Kilaåns huvudavrinningsområde.